# 10 Lacertae
10 Lacertae (10 Lac) è una stella della costellazione della Lucertola, situata nella parte meridionale della costellazione.
È una stella doppia, nota come ADS 1648. La componente principale è una vera rarità nell'ambito stellare per quanto concerne la classe spettrale: si tratta infatti di stella blu di sequenza principale, tipologia che rappresenta solo lo 0,00007% dell'intera popolazione stellare. Come buona parte delle stelle di questo gruppo, 10 Lac sta perdendo rapidamente massa, al ritmo di 1/10000000 (un decimilionesimo) di massa solare all'anno.

La compagna dista dalla primaria circa 20.000 UA, ha una magnitudine apparente pari a 10,0 ed è separata dalla principale da 62 secondi d'arco, con un angolo di posizione pari a 49° (misure del 1974).

## Fonti
- (EN) Cataloghi stellari, su alcyone.de. URL consultato il 14 gennaio 2008 (archiviato dall'url originale il 4 marzo 2016).
- (EN) Scenta, su scenta.co.uk. URL consultato il 14 gennaio 2008 (archiviato dall'url originale il 7 ottobre 2008).
- Software astronomico Megastar 5.0